# 马尔杜克

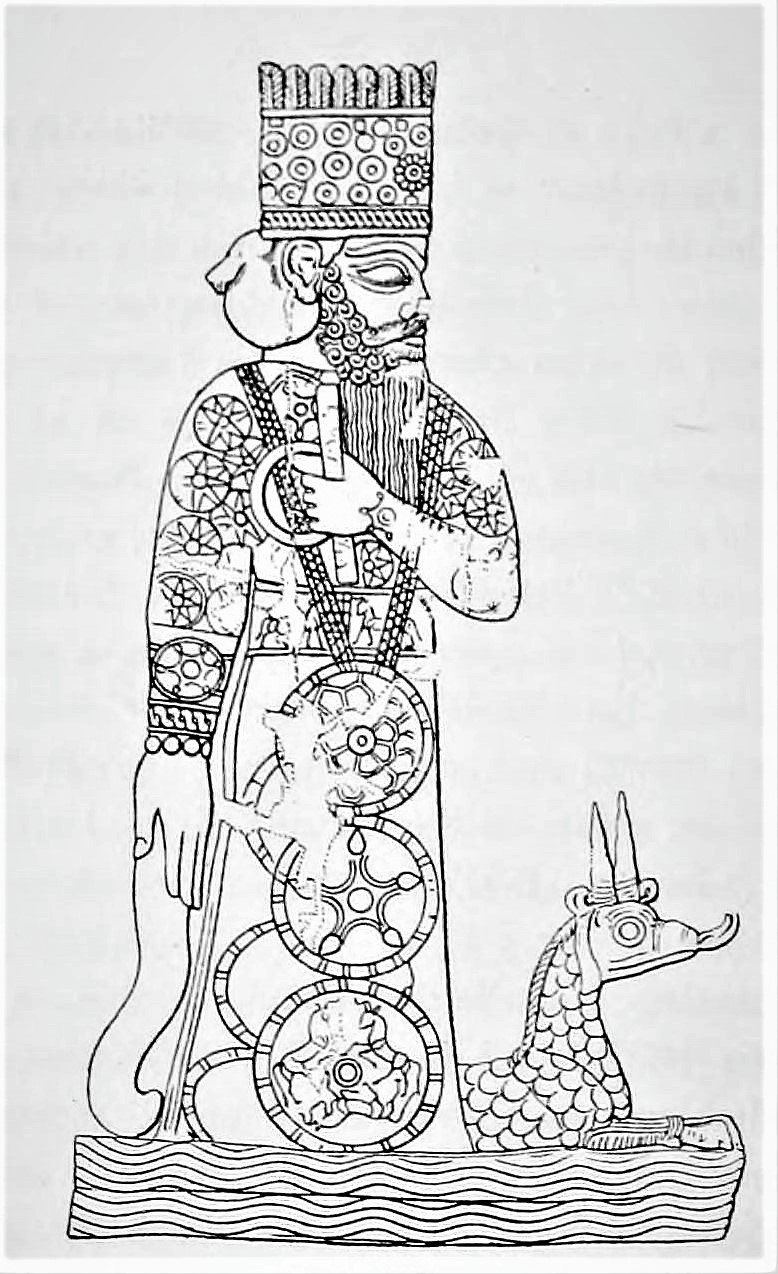
刻于巴比伦滚筒印章上的马尔杜克与他的怒蛇

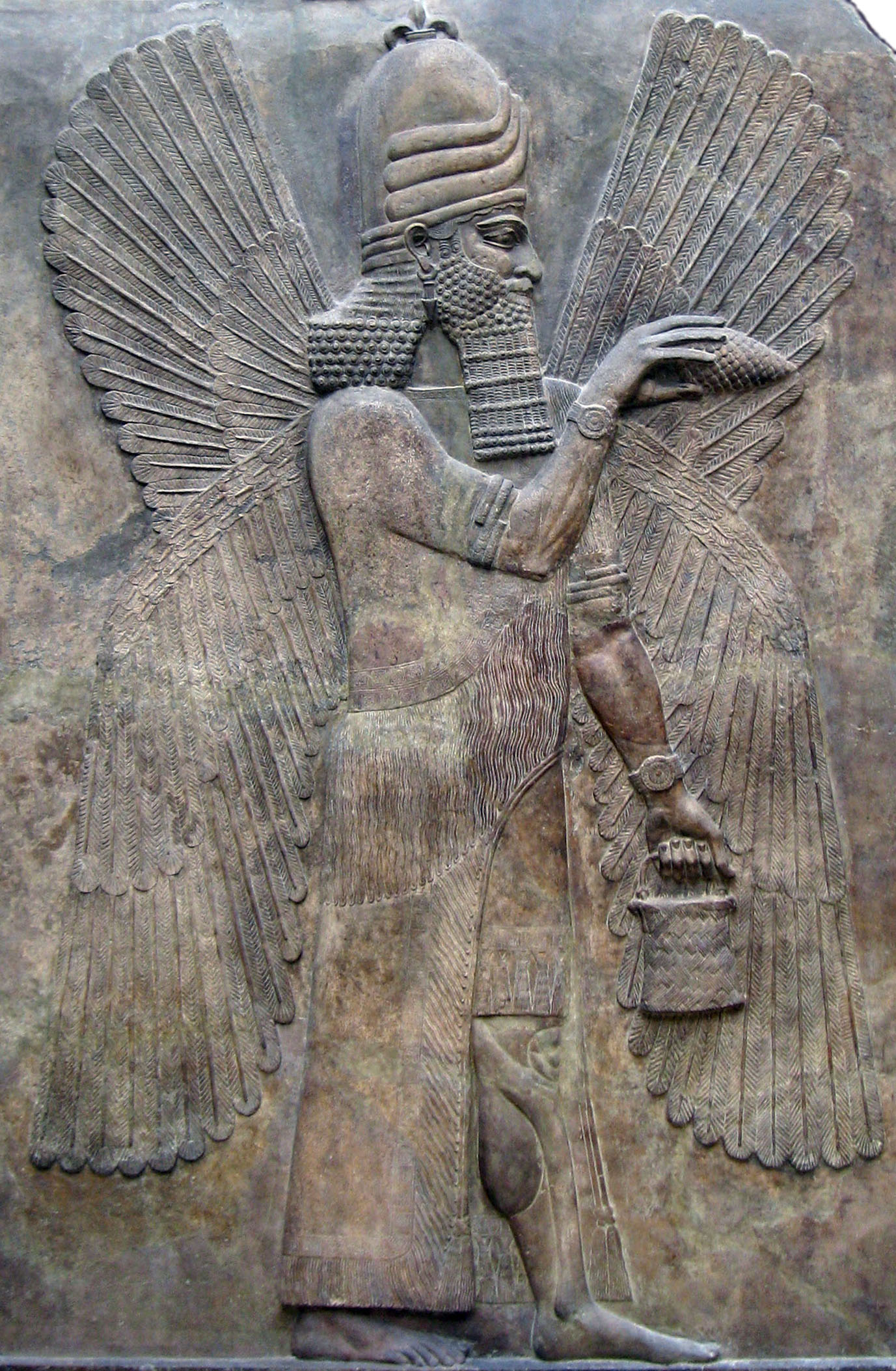
在盧浮宮來自伊朗的遺產

马尔杜克（阿卡德语拼写的苏美尔语：AMAR.UTU 𒀫𒌓 「太陽牛犢」；古典希伯来语： Merodach），是晚生代神祇的阿卡德语名，源自古美索不达米亚，是巴比伦的守护神、主神和巴比倫尼亞的國神。最開始是作為雷暴之神，傳說中他制服了造成原始混亂局面的怪物的创造者提阿瑪特之後成為眾神之首。馬爾杜克的占星是木星；他的聖畜是馬、狗以及舌分兩叉的一隻怒蛇（龍），巴比倫城牆就飾以此怒蛇之像。自汉摩拉比时代（前18世纪），巴比伦成为幼发拉底河流域的政治中心之时，马尔杜克开始慢慢升至众神之首的位置，并于前两千年的后半叶完全拥有了这个地位。马尔杜克居于巴比伦城的埃萨吉拉神庙内。
在理想的占星学系统中，自汉摩拉比时代起，马尔杜克就与木星建立了关联。

## 神话

### 阿卡德时期
「戰神」馬爾杜克，古代蘇美-阿卡德時期的戰神，巴比倫城邦之神。其名「馬爾杜克」為阿卡德語，推測來自蘇美語「阿瑪爾－烏圖克」，意為“「烏圖的永生之子」或「太陽神烏圖的牛犢」。其名有時作「馬爾－杜庫」，意為「杜庫之子」。恩基的長子，生於阿普蘇，為水之化身，創造五穀並使其豐碩，確定諸天體運行的軌道，並決定人類的命運，被尊為「萬物的創造者，眾神之王，萬方之主」，被視為木星的化身。據前3,000年代中期的文獻典籍，馬爾杜克被視為征服巴比倫的神；烏爾第三王朝（約前22世紀），即已提及。直至巴比倫第一王朝時期（約前19世紀～前16世紀），馬爾杜克被奉為主神，其地位在眾神之上。

### 巴比伦时期
马尔杜克的人物原型并不明确，但后来与水、植物、审判和魔法这些属性产生了关联。 他的配偶是女神萨尔帕尼。 同时他也被视为水神恩基与母神达姆伽尔努那之子，天神安努的继承人。虽然幼发拉底河流域的政治发展或使得马尔杜克的特质失色，但这些政治发展也使得当时的人们将本属于早期众神之首的神祇特质赋予了马尔杜克。 比如恩基和恩利尔这两位神祇，他们的力量和属性都被赋予到了马尔杜克身上。
就恩基而言，马尔杜克对他的取代是以和平方式演进的，且过程中也没有抹杀掉恩基的功绩。马尔杜克接受了阿萨鲁卢杜神的身份，成为了恩基的儿子、魔法之神。因为恩基和阿萨鲁卢杜都出身自埃里都，所以马尔杜克也被整合进埃里都众神的行列中。父恩基觉察到了儿子能力的优越，将其对人类的管控也交予他。马尔杜克与恩基的这种关联，首要表明了埃里都曾享有的宗教政治中心的地位向巴比伦的转移，同时也暗示巴比伦早期对埃里都的依赖，并不一定仅仅出于某位政治人物身上，更在于幼发拉底河流域从南向北的文化传播。这种传播也造就了老一代中心埃里都和新一代中心巴比伦。

### 青铜时代晚期
由于恩基与马尔杜克关系和睦，父亲为支持儿子选择和平退位，然而马尔杜克对尼普尔守护神恩利尔力量和特权的取代，却是以牺牲对方声誉为代价的。前19世纪初，巴比伦独立时还只是个小城邦，被美索不达米亚的诸如伊辛、拉尔萨、亚述这些更为古老、强大的城邦所掩盖。然而自从汉摩拉比在前18世纪建立帝国，巴比伦就成为了南部占有统治性地位的城邦，同时对马尔杜克的礼拜也使得恩利尔的地位暗淡。虽然后来巴比伦尼亚在加喜特人的统治下（约前1,595年～前1,157年），对尼普尔和恩利尔的礼拜曾复兴了超过4个世纪，但在与恩利尔的较量中，马尔杜克最终还是赢得了永恒的胜利。
前18世纪，在汉摩拉比的统治下巴比伦成为了美索不达米亚的主要城市，此时巴比伦的守护神也被抬高至至高无上的神的地位。巴比伦的创世史诗《巴比倫創造史詩》就记载了马尔杜克是如何夺取的权利。诗中记述了马尔杜克的诞生、英雄事迹以及他众神之神的地位，这可视为一种美索不达米亚护教士的形式。马尔杜克的50个名字也收录在这部史诗中。
在《巴比倫創造史詩》的记载中，神祇间的内战曾战至高潮。阿努纳奇的神祇们合力希望能寻找到一位能助其赢得战局的神。此时年轻的马尔杜克回应号召参战，事成的回报是将被尊为众神之首。
为了准备作战，马尔杜克打造了一张强弓，为箭配上箭羽，手握钉头锤，在阵前施放雷电，往身体里贮存火焰。他又造了一张巨网圈了住提阿瑪特，聚齐了四面风让她不得脱身，接着又招来旋风、龙卷风等七种恶风，用他最强大的武器——雨洪（rain-flood）——去攻击提阿瑪特。随后他跨上暴风雨战车前去迎战，还给拉着战车的四匹战马嘴里浸满毒汁，而他自己嘴里叼着一道符咒，手里攥着解毒草药。
起初，马尔杜克挑战的是阿努纳奇的神祇之首——原初之海的龙提阿瑪特。在决斗中他施陷阱令其落入网中，又操纵暴风吹胀了她的身体，最后以一支箭刺穿腹部击败了她。
继而，马尔杜克与提阿瑪特任命的主帅金固交战，他无理地夺下了金固佩戴在胸前的命运泥版，在上面封上自己的印记，挂在胸前。之后在马尔杜克的统治下，神祇闲暇从容，而人类自将生下来就背负着生活的重担。
马尔杜克被描绘成人类时，通常会配有的标志是自Tishpak神手中接管的蛇龙（即怒蛇），另一个马尔杜克的象征是铲子。
巴比伦文献则记载埃里都是马尔杜克创造的第一座城市，称其为「圣城，众神喜悦的居所」。
智慧与写作之神纳布，是马尔杜克的儿子。